# 제4기갑사단 (독일 국방군)
제4기갑사단은 1938년에 창설되었다. 1939년, 폴란드 침공, 1940년 프랑스 침공, 1941년 소련 침공에 참가했으며, 이후 주로 중부 집단군 예하로 1944년 여름, 쿠를란트에서 포위될 때까지 계속 동부전선에서 활약했다. 이후 바다를 통해 1945년 1월까지 서프로이센으로 철수했고, 전쟁이 끝나자 소련군에 항복했다.

## 부대 역사
제4기갑사단은 1935년에 창설된 제7전차여단을 모태로, 1938년 11월 19일 뷔르츠부르크에서 완편 기갑사단으로 창설되었다. 이 사단은 뮌헨 위기와 체코슬로바키아 병합 기간 동안 연합국의 선제공격에 대비하여 폴란드와 국경을 지켰다. 1939년 8월, 사단은 발터 폰 라이헤나우 장군이 지휘하는 제10군 제16기갑군단으로 배속되었다.
1939년 폴란드 침공 개시 후 제4기갑사단은 남부집단군 작전 구역에서 가장 먼저 국경선을 넘은 사단 중 하나였다. 사단은 총 341대의 전차를 장비한 반면, 보병 및 대전차 전력은 부족한 상태였다. 침공 당시 사단의 전차 전력은 다음과 같다.
- 1호 전차(PzKpfw I) - 183대
- 2호 전차(PzKpfw II) - 130대
- 4호 전차(PzKpfw IV) - 12대
- 구난전차(PzBef) - 16대
- 총계 - 341대

9월 1일, 폴란드 영내 진격 후 사단은 Julian Filipowicz 대령이 지휘하는 폴란드 볼히니안 기병 여단(Polish Volhynian Cavalry Brigade)의 공격을 받고 격전이었던 모크라 전투에 휘말려 진격이 저지당했다. 독일군 전차들은 장갑 방어력이 부족하다는 점이 입증되었고, 폴란드군은 폴란드제 보포스 37mm 대전차포와 Kb ppanc wz.35 대전차총으로 독일군에 많은 피해를 주었다. 독일군 기갑 차량의 전투 손실은 대략 160대였고, 그 중 전차는 70 ~ 100대였다.
독일 제1기갑사단이 클로부크(Kłobuck) 근처 폴란드군 방어선 돌파를 지원한 이후, 폴란드군은 후퇴했고, 3일 후에 제4기갑사단은 바르샤바로 진격을 계속했다. 사단은 9월 8일에 바르샤바에 도착했고, 기습 공격으로 도시를 점령을 꾀했다. 17시, 제4기갑사단 예하 부대들은 바르샤바 서쪽 오코타(Ochota)구에서 공격을 시도했다. 이 공격은 격퇴되었고, 제4기갑사단은 많은 피해를 입었다. 다음날, 사단은 포병대와 LSSAH 차량화보병연대를 배속받아 오코타와 볼라(Wola)를 목표로 새로 공격을 시작했다. 폴란드군은 대전차포와 주요 도로에 설치된 바리케이트로 겨우 이 공격을 막아내었다. 폴란드군은 무기 부족 상태를 창의력으로 메꾸기도 했다. 시내 중심가를 향해 뻗은 도로 중에 하나에는 근처 공장에서 가져온 테레빈유가 뿌려졌다. 독일군 전차들이 접근하자, 테레빈유에 불을 붙였고, 전차는 불타버렸다. 독일군 전차대는 많은 피해를 입었고, 후퇴하지 않을 수 없었다. 제4기갑사단만 해도 작전 가능한 220대 중에서 대략 80여대를 잃었다. 공격 실패 후, 제4기갑사단은 후방으로 물러나 브주라(Bzura) 전투에 참가하여, 독일군의 반격을 지원했다. 폴란드 전역 종료 후, 사단은 재편성을 위해 라인강 근처 니더라인으로 철수했다.
1940년 프랑스 전투 동안 사단은 에리히 회프너의 제16기갑군단에 배속되어 참전했다. 제16기갑군단은 발터 폰 라이헤나우 원수가 지휘하는 제6군 소속의 클라이스트 기갑집단 소속이었다. 리에주와 샤를뢰(Charleroi)를 거친 전격전 후, 사단은 Béthune로 이동, 영국 원정군과 싸웠다. 이 전투가 됭케르크 전투다. 그렇지만, 아돌프 히틀러가 기갑부대의 됭케르크 진격을 금지했고, 됭케르크에 포위된 영국군, 프랑스 제1군, 벨기에군 일부는 영국으로 탈출할 수 있었다(다이나모 작전). 이것이 나중에 "됭케르크의 기적"'으로 알려진 사건이다. 덕분에 제4기갑사단은 됭케르크 해안으로 진격했을 때는 포로와 영국군이 버리고 간 각종 중장비, 그밖에 쓰레기만 건졌다. 6월 초, 제4기갑사단은 다시 최전선으로 이동하여 며칠 동안 프랑스의 거대한 영토를 진격했고, 휴전이 발표되었을 때에는 거의 무저항으로 그르노블에 입성했다. 프랑스 점령군으로서 몇 달간 주둔한 후, 11월에 제4기갑사단은 다시 부르즈부르그로 철수하여 부대를 재편했다. 제36기갑연대가 새로 배속되었고, 제103포병연대가 3번째 포병대대로 증강되었다.
재편성 후, 제4기갑사단은 동프로이센으로 이동하여 브레스트리토프스크에서 폴란드 점령군 임무를 수행했고, 레오 프라이헤어 가이에르 폰 슈베펜베르크 기갑대장의 독일 제24기갑군단 예하로 배치되었다. 1941년 6월 22일, 사단은 독일의 소비에트 연방 침공작전인 바르바로사 작전 개시 단계에서 참전했다. 작전 첫날, 사단은 소련군 방어지점에 쐐기를 박아넣으려 노력했으며, 전선 후방 대략 65km 코브린(벨라루스어: Ко́брын, Ко́брынь, 폴란드어: Kobryń, 러시아어: Ко́брин)에 도달했다. 그런 다음, 사단은 민스크 전투에서 대규모 소련군을 격멸하기 위해 날카로운 창끝이 되어 공격에 나섰고, 이 전투로 독일군은 약 30만 명의 소련군 포로를 획득했다. 홈멜 전투 후 사단은 키예프로 진격하여 키예프 전투를 치렀다.
9월, 제4기갑사단은 모스크바 근처로 이동하여 모스크바 공략전을 준비하고 있던 중부집단군에 배속되었다. 1941년 9월 30일 시작된 공격 후, 남서쪽 창은 소련의 수도를 포위하려고 함에 따라 제4기갑사단도 Mtsensk와 툴라까지 진격했다. 그런데, 가을비가 내려 툴라로 향하는 유일한 도로가 진흙탕으로 바뀌는 바람에 진격이 진격 속도가 둔화되어 정체되었다. 진흙 수렁에 빠진 독일 전차부대는 러시아 폭격기들의 쉬운 표적이 되었다. 11월 초 서리가 내리고 진흙이 얼어붙으면서 독일군은 다시 도로를 이용할 수 있게 되었지만, 동계 장비를 거의 준비하지 않았다는 문제에 봉착했다. 히틀러가 여름까지 신속한 승리를 열망했기 때문이다. 따뜻한 옷과 흰색 위장복이 부족했으며, 더 큰 문제는 전차와 다른 차량들이 빙점 이하로 온도가 떨어지면서 움직일 수 없게 되었다.
11월 5일, 제4기갑사단은 1941년 소련의 겨울 공세에 맞서 늘어진 방어선을 지키는 임무에 투입되었다. 격렬한 후퇴전에서 제4기갑사단은 거의 모든 전차를 잃었고, 한달 후에 작전 가능한 전차는 25대에 불과했다. 오렐로 후퇴한 제4기갑사단은 소련의 반격을 저지했고, 일부 증원을 받았다. 1942년 한 해 동안, 제4기갑사단은 크고 작은 전투를 치르며 지냈다. 예하의 제35기갑연대 1대대는 해산되어 남은 전차는 유일한 기갑대대에 넘겨졌다. 사단은 1943년 패배한 쿠르스크 전투에도 참가했고, 그 후 데스나강 사이 지역으로 후퇴했다. 일련의 소련의 전술 공격 후, 전선은 마침내 바브루이스크(벨라루스어: Бабруйск, Babrujsk; 러시아어: Бобруйск, Bobruisk)에 형성되었는데, 제4기갑사단은 이곳에서 1943년 ~ 1944년의 겨울을 보냈다.
1944년 봄, 사단은 점령된 폴란드의 코웰 지구로 이동하여, 예상되는 소련의 봄 공세 동안 심하게 두들겨 맞은 독일 남부 집단군을 지원했다. 그러나, 1944년 6월 22일 개시된 바그라치온 작전은 사실 중부 집단군이 주요 목표였고, 제4기갑사단은 후퇴할 수밖에 없게 되었다. 카를 데커 장군의 제39기갑군단으로 배속된 사단은 바르샤바로 후퇴하여, 바르샤바 봉기 기간 중 소련군의 공세를 저지했다. 볼로민 전투(Wołomin )에서 제4기갑사단은 소련 제3장갑군단을 막고자 애썼다.
제4기갑사단은 리투아니아 북부로 이동되어, 제3기갑군 예하로 배속되었으며 피폐한 북부집단군을 지원하게 되었다. 그러나, 소련군의 진격은 독일군을 2개 그룹으로 쪼개어버렸고, 이때 제4기갑사단 일부 병력이 사단 본대로부터 떨어져 나갔다. 떨어져 나간 몇몇 부대는 리보니아에서 제16군 및 제18군과 함께 남은 지역에서 제2차 세계 대전이 끝날 때까지 방어전을 치렀다. 임시 즉흥 편성부대 등의 다른 부대가 사단에 추가되곤 했지만, 1945년 4월부터 5월에 걸친 소련군의 대공세 때, 제4기갑사단은 결국 소멸했다.

## 전쟁 범죄
제4기갑사단 병력 일부는 폴란드 침공 중 전쟁 범죄에 책임이 있다. 첫 번째 사건은 9월 1일에 발생했다. 사단 병력 일부가 모크라 전투(Battle of Mokra)에서 폴란드 민간인들을 인간 방패로 삼았다는 것이다. 두 번째 사건은 9월 3일에 발생했다. 추락한 폴란드 비행기의 승무원을 포로로 잡았을 때, 승객 중 한 명이 잔인하게 고문과 심문(독일 병사들은 그의 코와 귀, 혀를 짤라냈다)을 당한 후에 처형당했다. 9월 6일 또 다른 폴란드군 포로들이 Czermno 마을에서 처형되었다. Mszczonów에서 11명의 폴란드군 포로(8명은 군복 차림이고, 3명은 민간인 복장을 했다)이 이 부대 소속 병사들에 의해 공개 총살되었다. 사단이 바르샤바로 진격하던 중인 9월 8일, Nadarzyn에서 체포된 폴란드군 소령은 처형되기 전에 자신의 무덤을 직접 파라는 명령을 받았다. 그는 탈출 시도 중에 다시 체포되었고 병사들이 죽을 때까지 거칠게 다루었다. Ludwikówka 마을에서 다음날 2명의 폴란드군 포로가 추가로 처형되었다. 또 다른 전쟁범죄가 Śladów 마을에서 9월 18일에 발생했다. 사단 소속 병사들이 252명의 전쟁포로와 106명의 민간인을 처형했고, 시체를 비스툴라강에 던졌다(자세한 내용은 관련 사이트를 참조하라). 처형된 희생자들 중 일부는 인간 방패로 사용되기도 했다.

## 역대 지휘관
| 이름                                          | 계급     | 임기 시작        | 임기 종료        |
| --------------------------------------------- | -------- | ---------------- | ---------------- |
| 게오르그 한스 라인하르트                      | 상급대장 | 1939년 9월 1일   | 1940년 2월 5일   |
| 루드비히 리터 폰 라틀마이어                   | 중장     | 1940년 2월 5일   | 1940년 6월 8일   |
| 요한 요아힘 쉬테버                            | 중장     | 1940년 6월 8일   | 1940년 7월 24일  |
| 한스 프라이헤어 폰 보이네부르크-렝스펠트      | 중장     | 1940년 7월 24일  | 1940년 9월 8일   |
| 빌리발트 프라이헤어 폰 랑거만 운트 에를렌캄프 | 기갑대장 | 1940년 9월 8일   | 1941년 12월 27일 |
| 디트리히 폰 자우켄                            | 기갑대장 | 1941년 12월 27일 | 1942년 1월 2일   |
| 빌리발트 프라이헤어 폰 랑거만 운트 에를렌캄프 | 기갑대장 | 1942년 1월 2일   | 1942년 1월 6일   |
| 오토 하이트캠퍼                               | 중장     | 1942년 3월 2일   | 1942년 4월 4일   |
| 하인리히 에버바흐                             | 기갑대장 | 1942년 4월 4일   | 1942년 11월 14일 |
| 에리히 슈나이더                               | 중장     | 1942년 11월 14일 | 1943년 5월 31일  |
| 디트리히 폰 자우켄                            | 기갑대장 | 1943년 5월 31일  | 1944년 1월       |
| 한스 융크                                     | 중장     | 1944년 1월       | 1944년 2월       |
| 디트리히 폰 자우켄                            | 기갑대장 | 1944년 2월       | 1944년 5월 1일   |
| 클레멘스 베첼                                 | 중장     | 1944년 5월 1일   | 1945년 3월 27일  |
| 에른스트빌헬름 호프만                         | 대령     | 1945년 3월 27일  | 1945년 5월 8일   |

## 부대 편제
| 1939년 | 1943년 |
| --- | --- |
| - 제4저격병여단 - 제12저격병연대 - 1저격병대대 - 2저격병대대 - 제5전차여단 - 제35전차연대 - 1전차대대 - 2전차대대 - 제36전차연대 - 1전차대대 - 2전차대대 - 제103포병연대 - 1포병대대 - 2포병대대 - 7수색대대 - 49대전차대대 - 79공병대대 - 79통신대대 - 79사단지원대 | - 제12기갑척탄병연대 - 1기갑척탄병대대 - 2기갑척탄병대대 - 제33기갑척탄병연대 - 1기갑척탄병대대 - 2기갑척탄병대대 - 제35전차연대 - 1전차대대 - 2전차대대 - 제103기갑포병연대 - 1기갑포병대대 - 2기갑포병대대 - 3기갑포병대대 - 49대전차대대 - 103Feldersatz대대 - 79기갑공병대대 - 79기갑통신대대 - 290육군방공포대대 - 84.Versorgungstruppen - 79사단지원대 |

## 시기별 배치 현황
| 날짜                      | 군단       | 군         | 집단군              | 지역                     |
| ------------------------- | ---------- | ---------- | ------------------- | ------------------------ |
| 1939년 9월                | 16군단     | 10군       | 남부 집단군         | 폴란드                   |
| 1939년 12월 - 1940년 4월  | 예비대     | 6군        | B 집단군            | 니더라인                 |
| 1940년 5월                | 27군단     | 6군        | B 집단군            | 마스트리히트, 릴         |
| 1940년 6월                | 16군단     | 6군        | B 집단군            | 페로네-그레노블          |
| 1940년 7월                | 27군단I    | 2군        | C 집단군            | 프랑스                   |
| 1940년 8월 - 1940년 10월  | 15군단     | 2군        | C 집단군            | 프랑스                   |
| 1940년 11월               | 39군단     | 1군        | D 집단군            | 프랑스                   |
| 1940년 12월               | 47군단     | 11군       | C 집단군            | 본토                     |
| 1941년 1월                | 예비대     | -          | C 집단군            | 본토                     |
| 1941년 2월 - 1941년 4월   | 39군단     | 7군        | D 집단군            | 프랑스                   |
| 5월 1941년                | 예비대     | -          | B 집단군            | 동프로이센               |
| 6월 1941년 - 12월 1941년  | 24군단     | 2기갑집단  | 중앙 집단군         | 고멜, 키에프, 툴라, 라잔 |
| 1월 1942년                | 53군단     | 2기갑군    | 중부 집단군         | 오렐                     |
| 1942년 2월 - 1942년 4월   | 24군단     | 2기갑군    | 중부 집단군         | 오렐                     |
| 5월 1942년                | 47군단     | 2기갑군    | 중부 집단군         | 오렐                     |
| 6월 1942년 - 1월 1943년   | 35군단     | 2기갑군    | 중부 집단군         | 오렐                     |
| 2월 1943년                | 예비대     | 2군        | B 집단군            | 오렐, 쿠르스크           |
| 3월 1943년                | 예비대     | 2군        | 중부 집단군         | 오렐, 쿠르스크           |
| 4월 1943년                | 예비대     | -          | 중부 집단군         | 오렐, 쿠르스크           |
| 5월 1943년                | 예비대     | 2기갑군    | 중부 집단군         | 오렐, 쿠르스크           |
| 6월 1943년                | 47군단     | 2기갑군    | 중부 집단군         | 오렐, 쿠르스크           |
| 7월 1943년                | 예비대     | -          | 중부 집단군         | 오렐, 쿠르스크           |
| 8월 1943년                | 예비대     | 9군        | 중부 집단군         | 오렐, 쿠르스크           |
| 9월 1943년 - 12월 1943년  | 56군단     | 2군        | 중부 집단군         | 데스나, 고멜             |
| 1월 1944년                | 56군단     | 2군        | 중부 집단군         | 프리프젯                 |
| 2월 1944년                | 56군단     | 9군        | 중부 집단군         | 보브루이스크             |
| 3월 1944년                | 41군단     | 9군        | 중부 집단군         | 보브루이스크             |
| 4월 1944년                | 56군단     | 2군        | 중부 집단군         | 코웰                     |
| 5월 1944년 - 6월 1944년   | 예비대     | 4기갑군    | 북우크라이나 집단군 | 코웰                     |
| 7월 1944년                | 하르테네크 | 2군        | 중부 집단군         | 부크, 나레브             |
| 8월 1944년 - 9월 1944년   | 39군단     | 3기갑군    | 중부 집단군         | 리투아니아, 쿠어란트     |
| 10월 1944년               | 39군단     | 18군       | 북부 집단군         | 쿠어란트                 |
| 11월 1944년 - 12월 1944년 | 10군단     | 18군       | 북부 집단군         | 쿠어란트                 |
| 1월 1945년                | 6SS군단    | 16군       | 북부 집단군         | 쿠어란트                 |
| 2월 1945년                | 7군단      | 2군        | 바이셀              | 서프로이센               |
| 3월 1945년                | 46군단     | 2군        | 바이셀 집단군       | 서프로이센               |
| 4월 1945년                | 23군단     | 동프로이센 | -                   | 서프로이센               |

## 기사십자장 서훈자
| 연도   | 날짜      | 이름                                             |
| ------ | --------- | ------------------------------------------------ |
| 1939년 | 10월 27일 | 한스 게오르그 라인하르트                         |
| 1940년 | 6월 16일  | 프란츠 란트그라프                                |
| 1940년 | 7월 4일   | 하인리히 에버바흐                                |
| 1940년 | 7월 19일  | 한스 보이네부르크 렝스펠트                       |
| 1940년 | 8월 5일   | 구스타프 펜                                      |
| 1940년 | 9월 4일   | 에른스트 빌헬름 호프만                           |
| 1940년 | 9월 8일   | 한스 코셀                                        |
| 1941년 | 6월 9일   | 요하힘 디이제너                                  |
| 1941년 | 8월 8일   | 마르틴 퓌쉘                                      |
| 1941년 | 8월 25일  | 브루노 하우엔쉴트                                |
| 1941년 | 8월 30일  | 에르트만 가브리엘                                |
| 1941년 | 9월 8일   | 마인라트 라우헤르트                              |
| 1941년 | 9월 17일  | 베르너 로데                                      |
| 1942년 | 1월 6일   | 디트리히 자우켄                                  |
| 1942년 | 1월 12일  | 아르투어 볼쉴례거                                |
| 1942년 | 1월 14일  | 즈밀로 뤼트비츠                                  |
| 1942년 | 5월 11일  | 아인하르트 말구트                                |
| 1943년 | 4월 11일  | 알로이스 피훌라                                  |
| 1943년 | 4월 14일  | 한스 요아힘 카흘러                               |
| 1943년 | 4월 22일  | 오스카르 샤우프                                  |
| 1943년 | 5월 5일   | 에리히 쉬나이더                                  |
| 1943년 | 6월 10일  | 요한 라브                                        |
| 1943년 | 9월 16일  | 게르하르트 쿠네르트                              |
| 1943년 | 10월 26일 | 요하네스 후페                                    |
| 1943년 | 11월 28일 | 베르너 묄러                                      |
| 1943년 | 12월 23일 | 한스 요아힘 슐츠 메르켈                          |
| 1944년 | 1월 7일   | 리하르트 리히터                                  |
| 1944년 | 2월 23일  | 요세프 베긴넨, 카를 하인리히 그젤, 요아힘 노이만 |
| 1944년 | 4월 5일   | 발터 직스                                        |
| 1944년 | 4월 15일  | 하인리히 포흐리히                                |
| 1944년 | 4월 21일  | 프리츠 루돌프 슐츠                               |
| 1944년 | 5월 14일  | 크리스토프 콜, 하인리히 튀네만                   |
| 1944년 | 6월 9일   | 아우구스트 힐레, 람베르트 로이블                 |
| 1944년 | 8월 8일   | 게를라흐 가우데커                                |
| 1944년 | 8월 12일  | 쿠르트 셰퍼                                      |
| 1944년 | 9월 2일   | 에리히 프리드리히, 헬무트 티어펠더               |
| 1944년 | 9월 5일   | 클레멘스 베첼                                    |
| 1944년 | 9월 12일  | 알베르트 셰퍼                                    |
| 1944년 | 9월 21일  | 카를 쿤즈만, 게오르그 푀흐너, 마르틴 포스트      |
| 1944년 | 9월 30일  | 게오르그 가우프 베르크하우젠                     |
| 1944년 | 10월 7일  | 빌헬름 예르쉬케                                  |
| 1944년 | 10월 16일 | 카를 퀴스퍼트, 발터 볼프                         |
| 1944년 | 10월 20일 | 잉그프리트 힌체, 요세프 리케르트                 |
| 1944년 | 10월 22일 | 발터 그로헤                                      |
| 1944년 | 10월 23일 | 요한 베우흘                                      |
| 1944년 | 10월 28일 | 뤼디거 헤르텔                                    |
| 1944년 | 11월 18일 | 게르하르트 플레흐지히                            |
| 1944년 | 12월 9일  | 알로이스 베거                                    |
| 1944년 | 2월 29일  | 라인하르트 페터스                                |
| 1945년 | 1월 9일   | 프란츠 에트톨리취                                |
| 1945년 | 1월 25일  | 로타르 보이케만                                  |
| 1945년 | 2월 18일  | 베른하르트 힘멜스캄프                            |
| 1945년 | 3월 22일  | 헤르만 빅스                                      |
| 1945년 | 3월 28일  | 게르하르트 랑에                                  |
| 1945년 | 4월 5일   | 하인츠 크노헤                                    |

## 같이 보기
- 사단 (군사), 군사 조직
- 동부 전선 (제2차 세계 대전)
- 서부 전선 (제2차 세계 대전)
- 제2차 세계 대전 중 독일군 사단 목록
- 전차, 기갑사단, 독일 기갑사단
- 독일 육군 (제2차대전)
- 독일 연방방위군 육군 (현재)

## 외부 추가 정보
- Feldgrau.com